# 仙人指路
仙人指路，中国象棋佈局一種，指先手走兵三進一或兵七進一，先開馬前兵，意在等待後手方表露意圖後再作打算，屬緩攻型佈局。因為它彈性大，可佈成各類陣勢，因此很受棋手喜愛。

## 對應
以兵七進一為例，後手方一般的應着為：
- 砲８平５，稱為還中炮，不理會挺兵而逕自攻擊對方中兵，屬於攻擊型的應着。
- 砲２平３，稱為卒底炮，又稱一聲雷，針對挺起的兵進行攻擊，同樣屬於攻擊型的應着。
- 卒7進１，演變成對兵局，後手方針鋒相對，一樣不表示意圖，而且同樣彈性較大，之後能演變成多種不同類型的佈局,同樣亦是較穩健的應著。
- 象３進５，演變成仙人指路對飛象，是甚為穩健的下法。
- 馬８進７，演變成挺兵對起馬

另外還有較冷門的應法，例如金鈎炮（砲８平３）。